# Vron
Vron és un municipi francès situat al departament del Somme i a la regió dels Alts de França. L'any 2007 tenia 835 habitants.

## Demografia

### Població

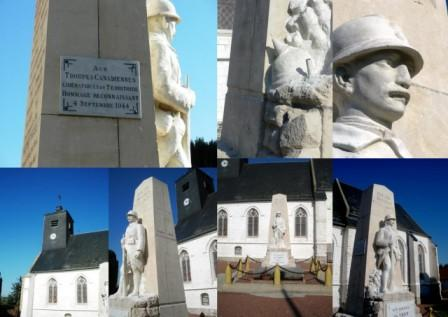

El 2007 la població de fet de Vron era de 835 persones. Hi havia 310 famílies de les quals 78 eren unipersonals (43 homes vivint sols i 35 dones vivint soles), 90 parelles sense fills, 122 parelles amb fills i 20 famílies monoparentals amb fills.

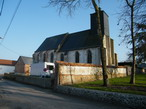

La població ha evolucionat segons el següent gràfic:
Habitants censats

### Habitatges
El 2007 hi havia 418 habitatges, 318 eren l'habitatge principal de la família, 67 eren segones residències i 33 estaven desocupats. 406 eren cases i 7 eren apartaments. Dels 318 habitatges principals, 252 estaven ocupats pels seus propietaris, 56 estaven llogats i ocupats pels llogaters i 10 estaven cedits a títol gratuït; 1 tenia una cambra, 7 en tenien dues, 39 en tenien tres, 84 en tenien quatre i 187 en tenien cinc o més. 222 habitatges disposaven pel capbaix d'una plaça de pàrquing. A 135 habitatges hi havia un automòbil i a 146 n'hi havia dos o més.

### Piràmide de població

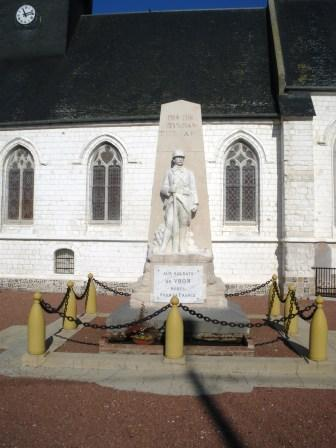

La piràmide de població per edats i sexe el 2009 era:
| Homes | Edats   | Dones |
| ----- | ------- | ----- |
| 0     | 95 o +  | 0     |
| 0     | 90 a 94 | 4     |
| 8     | 85 a 89 | 16    |
| 0     | 80 a 84 | 16    |
| 20    | 75 a 79 | 8     |
| 8     | 70 a 74 | 28    |
| 4     | 65 a 69 | 12    |
| 8     | 60 a 64 | 8     |
| 28    | 55 a 59 | 12    |
| 12    | 50 a 54 | 20    |
| 24    | 45 a 49 | 12    |
| 28    | 40 a 44 | 24    |
| 28    | 35 a 39 | 40    |
| 28    | 30 a 34 | 32    |
| 36    | 25 a 29 | 40    |
| 12    | 20 a 24 | 8     |
| 16    | 15 a 19 | 20    |
| 36    | 10 a 14 | 24    |
| 40    | 5 a 9   | 20    |
| 24    | 0 a 4   | 28    |

## Economia

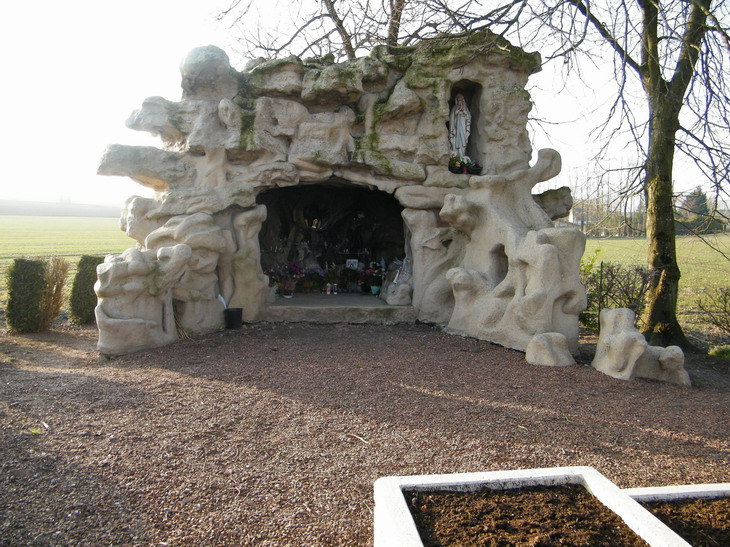

El 2007 la població en edat de treballar era de 528 persones, 382 eren actives i 146 eren inactives. De les 382 persones actives 344 estaven ocupades (195 homes i 149 dones) i 38 estaven aturades (15 homes i 23 dones). De les 146 persones inactives 57 estaven jubilades, 43 estaven estudiant i 46 estaven classificades com a «altres inactius».

### Ingressos

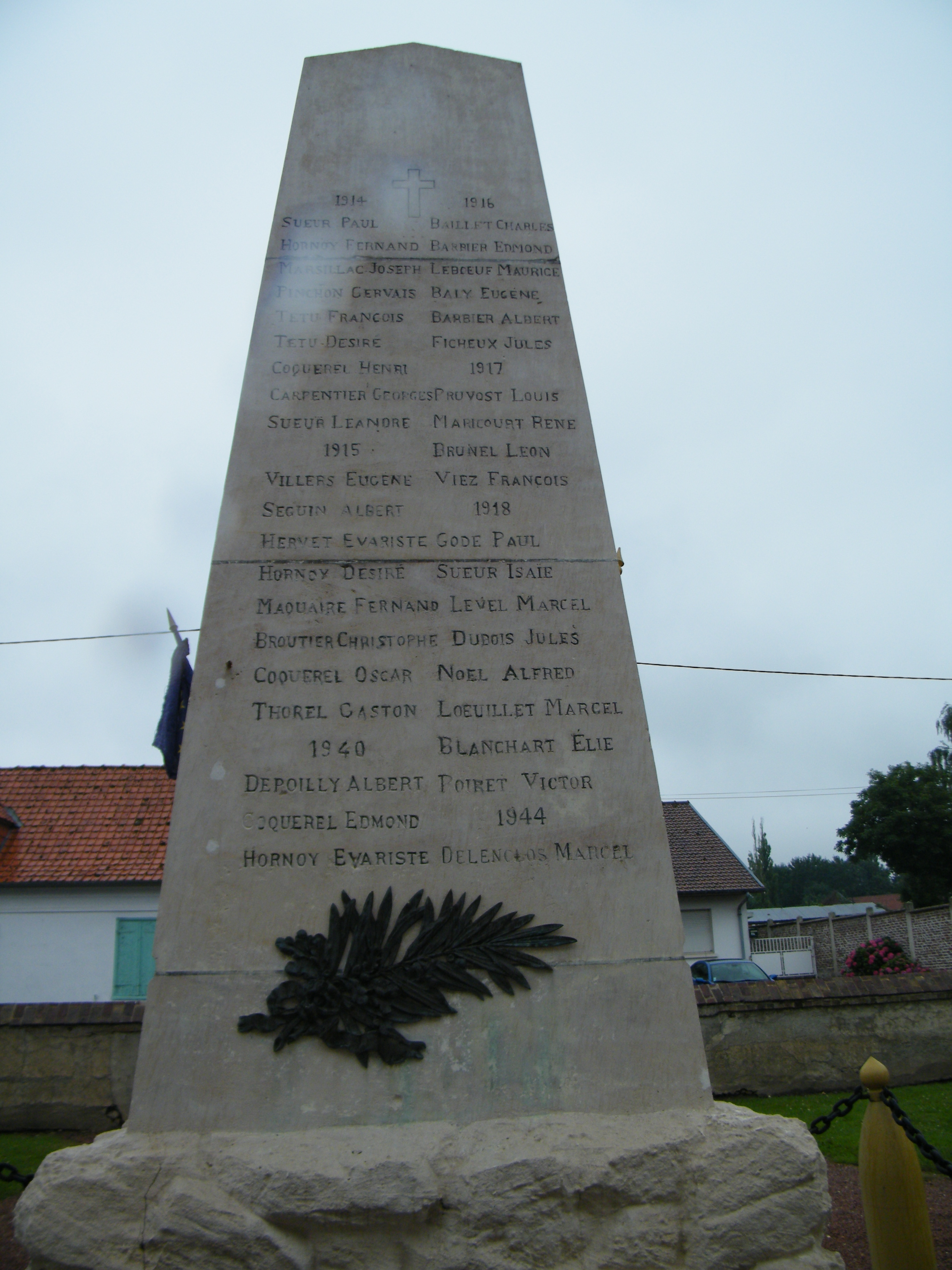

El 2009 a Vron hi havia 325 unitats fiscals que integraven 851 persones, la mediana anual d'ingressos fiscals per persona era de 16.539 €.

### Activitats econòmiques
Dels 34 establiments que hi havia el 2007, 2 eren d'empreses extractives, 2 d'empreses alimentàries, 1 d'una empresa de fabricació de material elèctric, 4 d'empreses de construcció, 12 d'empreses de comerç i reparació d'automòbils, 1 d'una empresa de transport, 4 d'empreses d'hostatgeria i restauració, 1 d'una empresa immobiliària, 2 d'empreses de serveis, 2 d'entitats de l'administració pública i 3 d'empreses classificades com a «altres activitats de serveis».
Dels 11 establiments de servei als particulars que hi havia el 2009, 1 era una oficina de correu, 2 tallers de reparació d'automòbils i de material agrícola, 1 paleta, 1 electricista, 1 empresa de construcció, 3 perruqueries i 2 restaurants.
Dels 2 establiments comercials que hi havia el 2009, 1 era una botiga de menys de 120 m² i 1 una fleca.
L'any 2000 a Vron hi havia 21 explotacions agrícoles que ocupaven un total de 2.125 hectàrees.

## Equipaments sanitaris i escolars

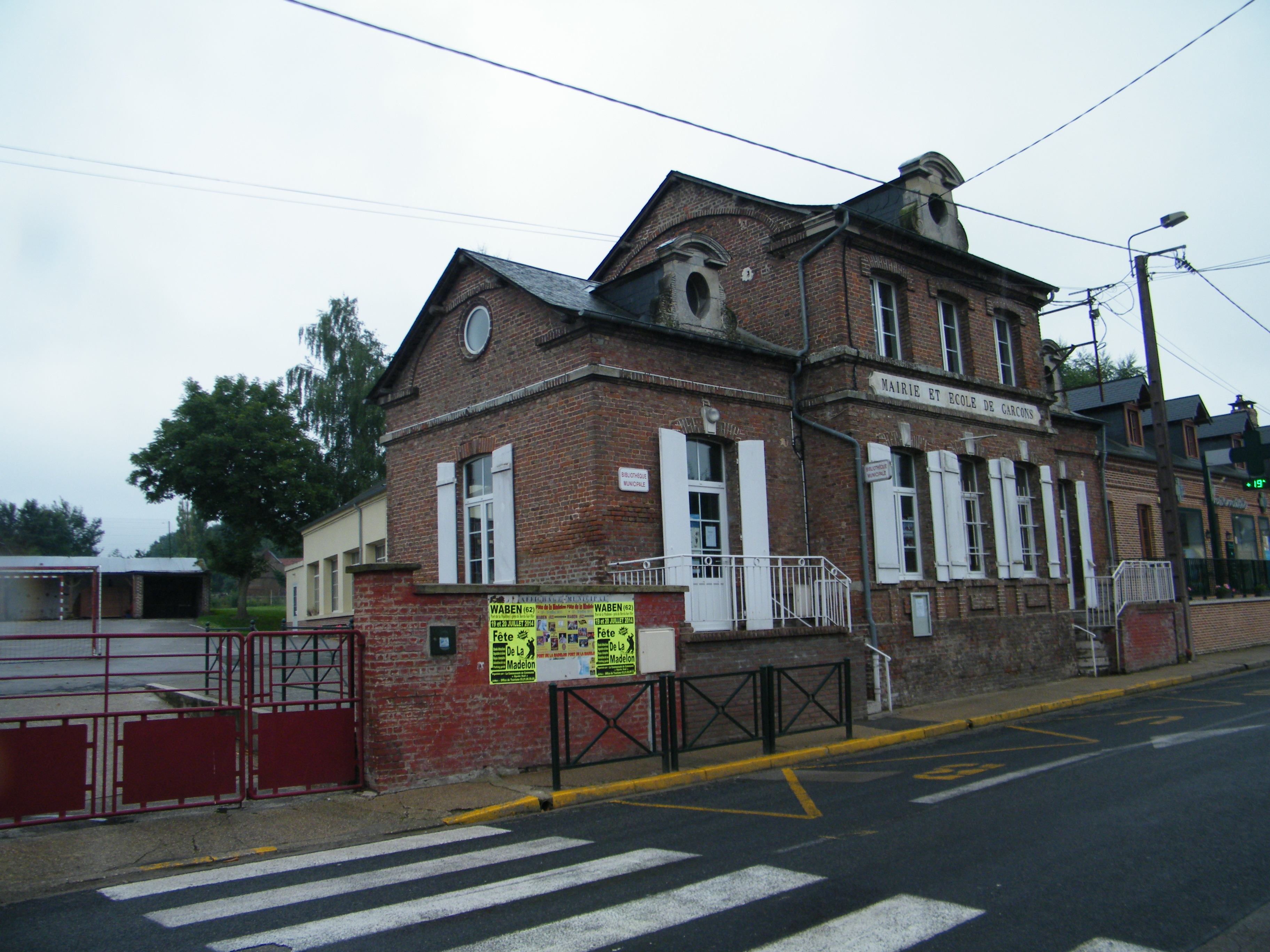

L'únic equipament sanitari que hi havia el 2009 era una farmàcia.
El 2009 hi havia una escola elemental.

## Poblacions més properes

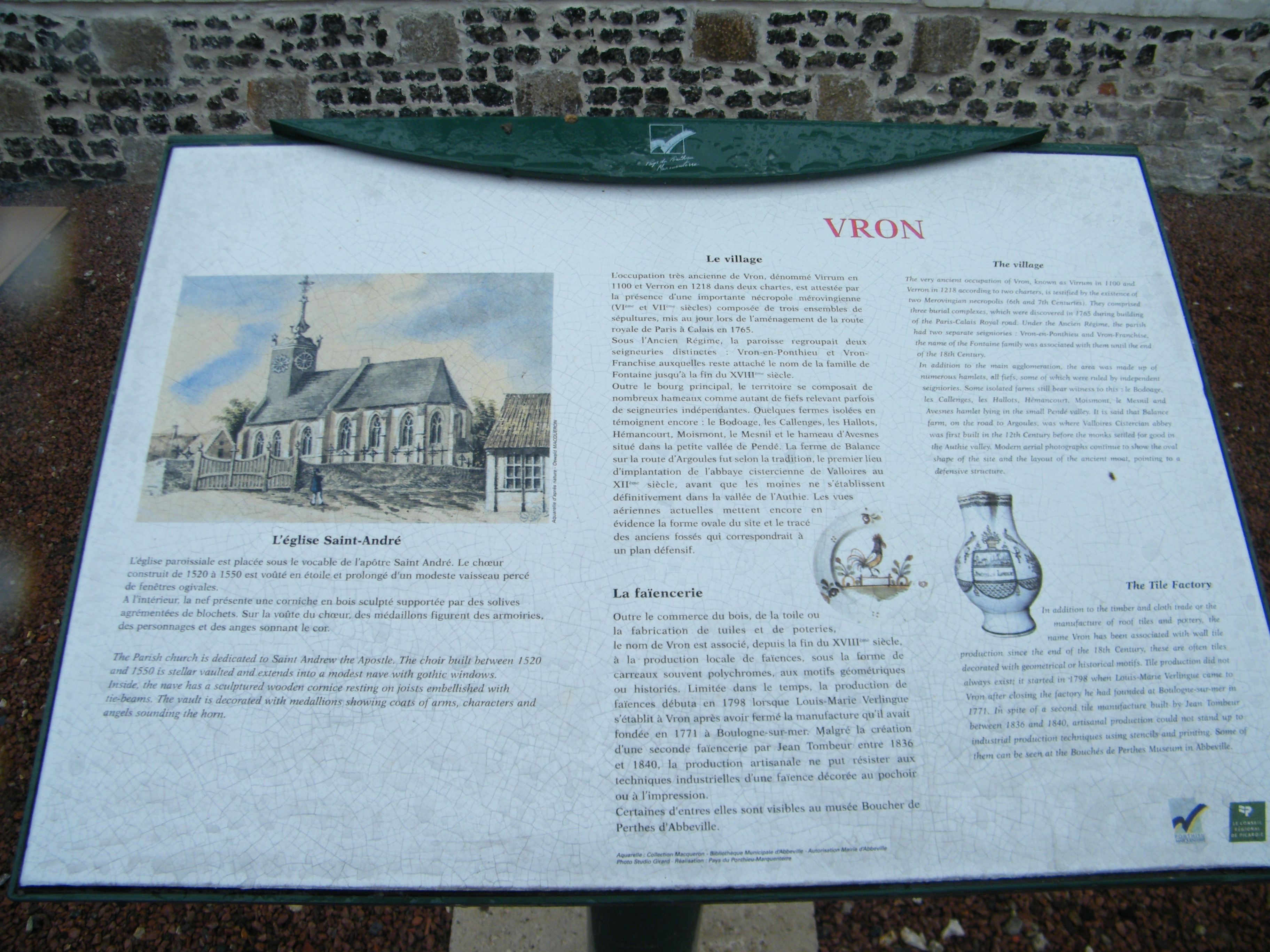

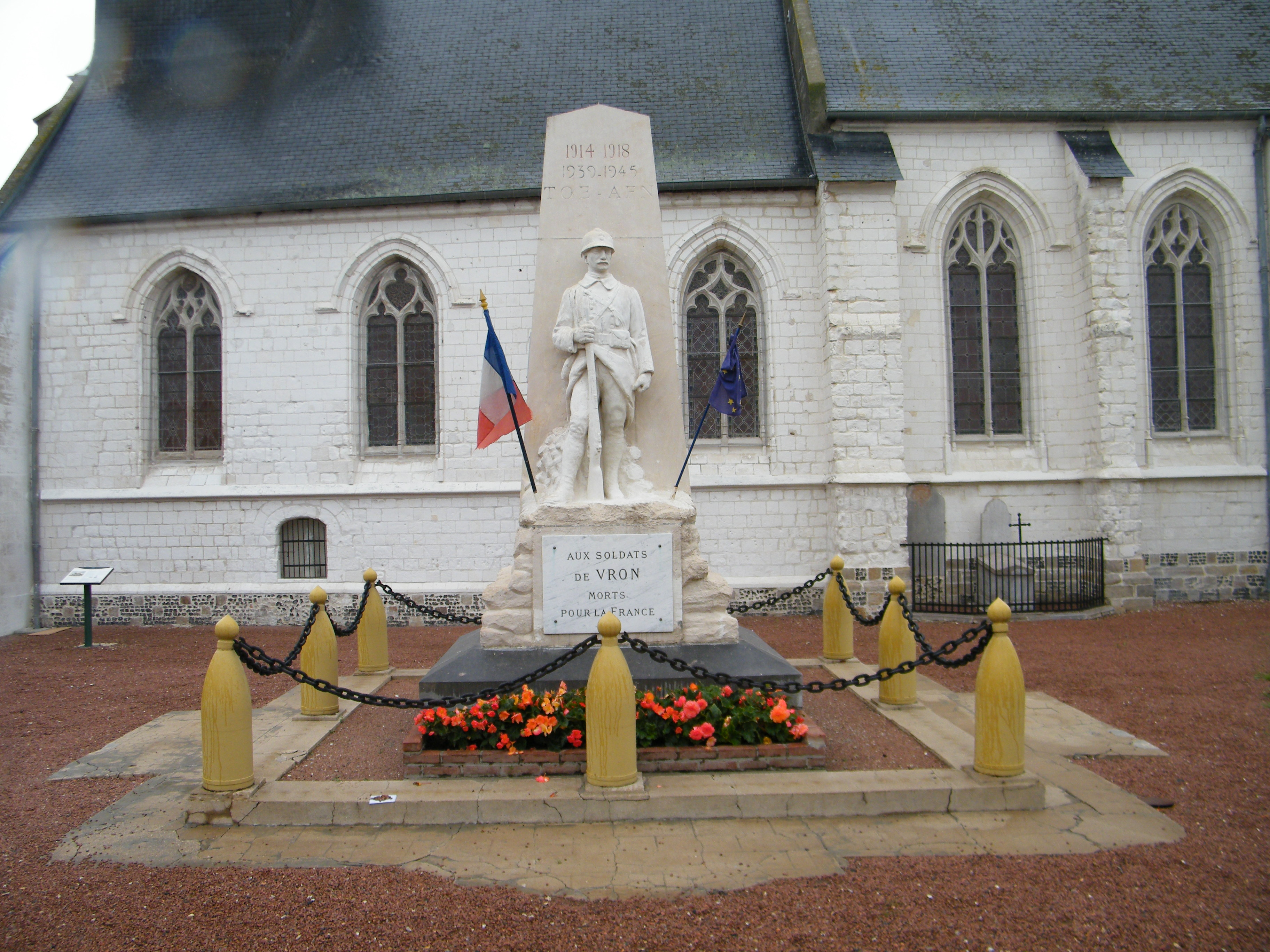

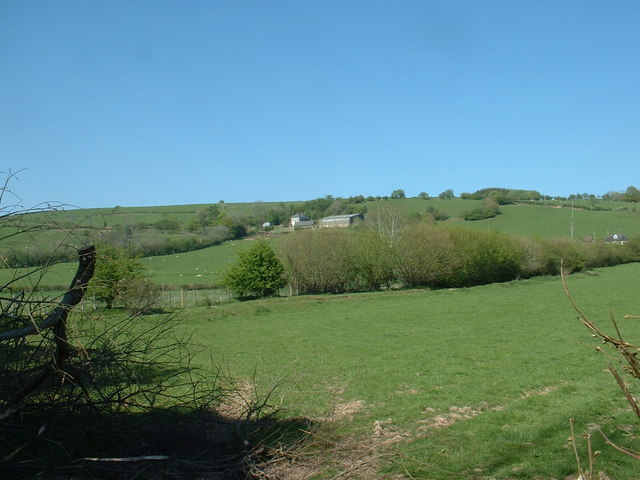

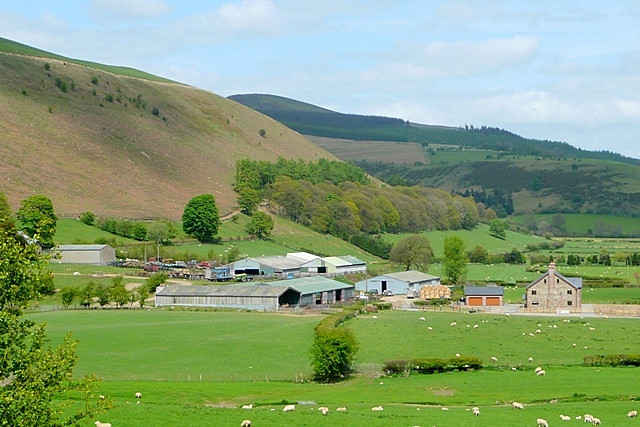

El següent diagrama mostra les poblacions més properes.